# Germil (Penalva do Castelo)
Germil es una freguesia portuguesa del concelho de Penalva do Castelo, con 5,41 km² de superficie y 445 habitantes (2001). Su densidad de población es de 82,3 hab/km².